# David John Bowen
David John "Dai" Bowen (30 de julho de 1891 – 15 de abril de 1912), foi um pugilista profissional galês, que morreu no naufrágio do RMS Titanic, juntamente com seu amigo, também boxeador, Leslie Williams.

## Juventude e treinamento
Bowen nasceu em Rhondda Cynon Taf de John e Leah Bowen. Originalmente trabalhava como mineiro, Bowen deixou as minas de South Wales Coalfield para se tornar pugilista e posteriormente foi treinado por George Cundick, que aprendeu sua arte como instrutor de treinamento físico com o   Exército Britânico na Índia e que também treinou Leslie "Les" Williams, o melhor amigo de John Bowen. Dai Bowen venceu o título peso-leve galês e começou a lutar em vários circuitos britânicos.